# Suippes
Pour les articles homonymes, voir Suippes (homonymie).
Suippes est une commune française située dans le département de la Marne, en région Grand Est.
Elle est principalement connue pour ses activités militaires au camp de Suippes, ainsi que spatiales durant les années 1950, avec la fusée Véronique.

## Géographie

### Description
Suippes se situe à l'est du département de la Marne, dans une région géographique que l'on appelle « la Champagne crayeuse » (jadis « Champagne pouilleuse » par opposition à la Champagne des vignes et des viticulteurs). Cette région a bénéficié de l'essor d'une agriculture productiviste aux lendemains de la Seconde Guerre mondiale. L'activité agricole continue de marquer la ville, comme le montrent les élections municipales : presque tous les maires furent des agriculteurs, à l'exception d'un seul, un instituteur.
Le rôle stratégique de la Champagne a aussi permis l'installation et le développement d'équipements militaires : le camp de Suippes est le deuxième camp militaire de France en superficie, ainsi que le camp de Mourmelon qui se trouve de l'autre côté de Suippes.

### Communes limitrophes
| Jonchery-sur-Suippe |                  | Souain-Perthes-lès-Hurlus |
| Cuperly             | Suippes          |                           |
| La Cheppe           | Bussy-le-Château | Somme-Suippe              |

### Hydrographie

#### Réseau hydrographique
La commune est dans la région hydrographique « la Seine du confluent de l'Oise (inclus) à l'embouchure » au sein du bassin Seine-Normandie. Elle est drainée par la Suippe et,.
La Suippe, d'une longueur de 82 km, prend sa source dans la commune de Tailly et se jette  dans l'Aisne à Saint-Juvin, après avoir traversé 27 communes. 

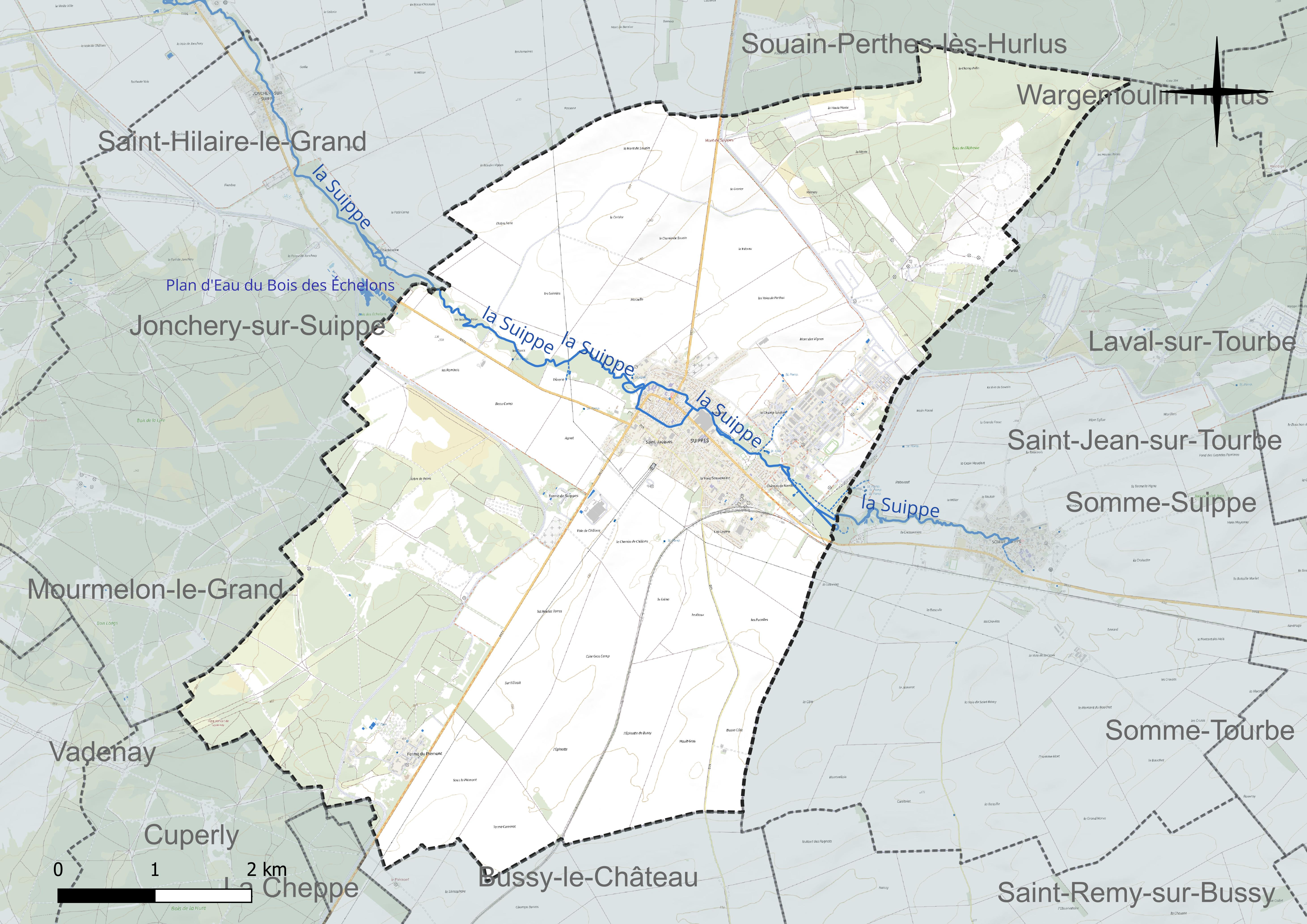
Réseau hydrographique de Suippes.

#### Gestion et qualité des eaux
Le territoire communal est couvert par le schéma d'aménagement et de gestion des eaux (SAGE) « Aisne Vesle Suippe ». Ce document de planification, dont le territoire s’étend sur 3 096 km2 répartis sur trois départements (Aisne, Marne et Ardennes) et deux régions (Champagne-Ardenne et Picardie), a été approuvé le 16 décembre 2013. La structure porteuse de l'élaboration et de la mise en œuvre est le Syndicat d’aménagement des bassins Aisne Vesle Suippe (SIABAVES). 
La qualité des cours d’eau peut être consultée sur un site dédié géré par les agences de l’eau et l’Agence française pour la biodiversité. 

### Climat
Pour des articles plus généraux, voir Climat du Grand Est et Climat de la Marne.
En 2010, le climat de la commune est de type climat océanique dégradé des plaines du Centre et du Nord, selon une étude du Centre national de la recherche scientifique s'appuyant sur une série de données couvrant la période 1971-2000. En 2020, Météo-France publie une typologie des climats de la France métropolitaine dans laquelle la commune est exposée à un climat océanique altéré et est dans la région climatique  Nord-est du bassin Parisien, caractérisée par un ensoleillement médiocre, une pluviométrie moyenne régulièrement répartie au cours de l’année et un hiver froid (3 °C). 
Pour la période 1971-2000, la température annuelle moyenne est de 10,2 °C, avec une amplitude thermique annuelle de 15,7 °C. Le cumul annuel moyen de précipitations est de 742 mm, avec 12,1 jours de précipitations en janvier et 8,5 jours en juillet. Pour la période 1991-2020, la température moyenne annuelle observée sur la station météorologique de Météo-France la plus proche, « Mourmelon-grand », sur la commune de Mourmelon-le-Grand à 12 km à vol d'oiseau, est de 10,6 °C et le cumul annuel moyen de précipitations est de 651,4 mm. 
La température maximale relevée sur cette station est de 41,3 °C, atteinte le 25 juillet 2019 ; la température minimale est de −19,7 °C, atteinte le 7 février 2012,,. 
Les paramètres climatiques de la commune ont été estimés pour le milieu du siècle (2041-2070) selon différents scénarios d'émission de gaz à effet de serre à partir des nouvelles projections climatiques de référence DRIAS-2020. Ils sont consultables sur un site dédié publié par Météo-France en novembre 2022.

## Urbanisme

### Typologie
Au 1er janvier 2024, Suippes est catégorisée bourg rural, selon la nouvelle grille communale de densité à sept niveaux définie par l'Insee en 2022.
Elle appartient à l'unité urbaine de Suippes, une unité urbaine monocommunale constituant une ville isolée,. Par ailleurs la commune fait partie de l'aire d'attraction de Suippes, dont elle est la commune-centre,. Cette aire, qui regroupe 1 communes, est catégorisée dans les aires de moins de 50 000 habitants,.

### Occupation des sols
L'occupation des sols de la commune, telle qu'elle ressort de la base de données européenne d’occupation biophysique des sols Corine Land Cover (CLC), est marquée par l'importance des territoires agricoles (52,6 % en 2018), une proportion sensiblement équivalente à celle de 1990 (52,3 %). La répartition détaillée en 2018 est la suivante : 
terres arables (51,4 %), milieux à végétation arbustive et/ou herbacée (24,7 %), forêts (14,9 %), zones industrielles ou commerciales et réseaux de communication (4,9 %), zones urbanisées (2,9 %), prairies (1,3 %). L'évolution de l’occupation des sols de la commune et de ses infrastructures peut être observée sur les différentes représentations cartographiques du territoire : la carte de Cassini (XVIIIe siècle), la carte d'état-major (1820-1866) et les cartes ou photos aériennes de l'IGN pour la période actuelle (1950 à aujourd'hui).

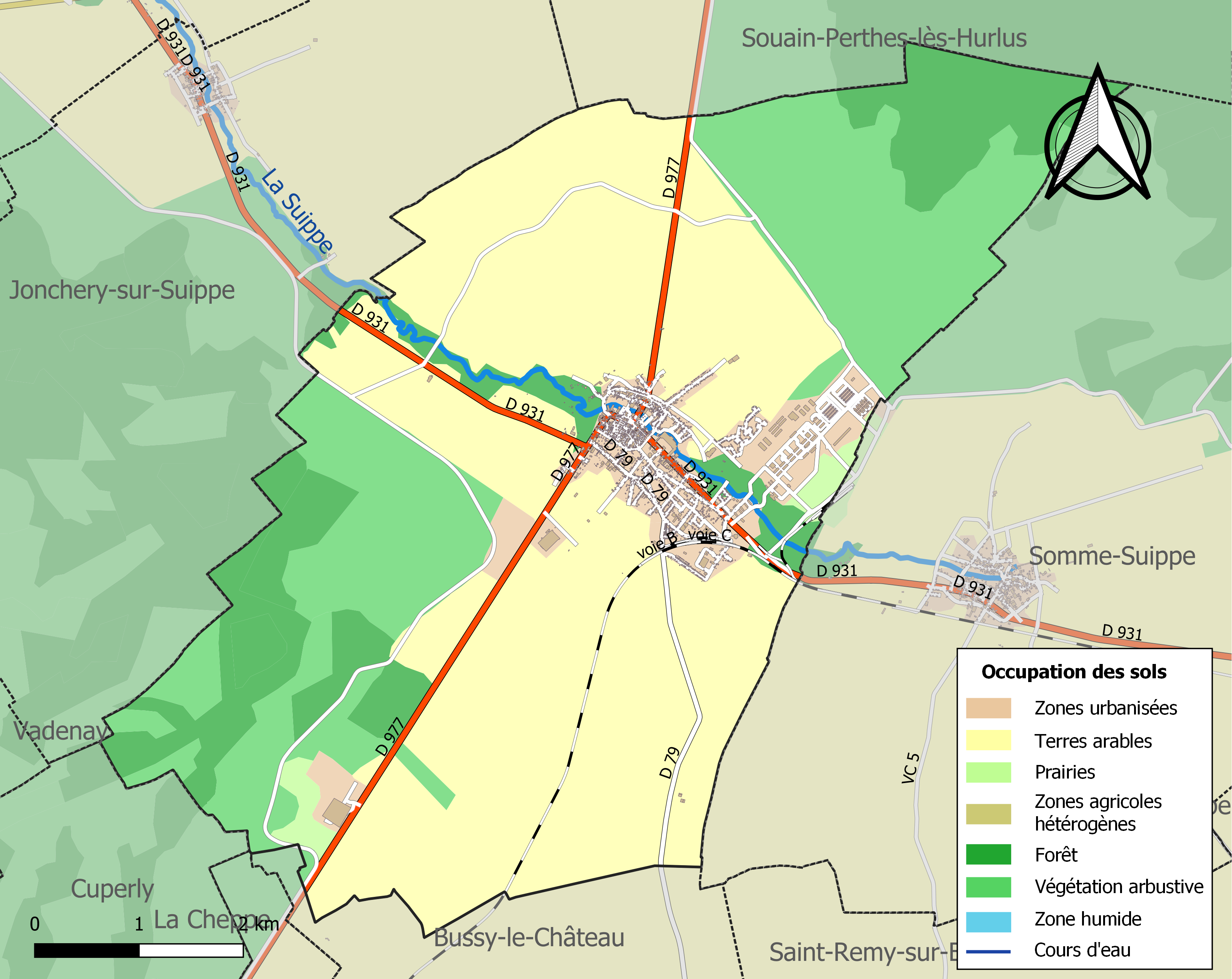
Carte des infrastructures et de l'occupation des sols de la commune en 2018 (CLC).

## Toponymie
Le nom de la localité est attesté sous les formes Villa que Sopia dicitur (1110) ; Suipe (1130) ; Soipe (1190) ; Soppia (1209) ; Suppe (1215) ; Suppia (1222) ; Suippe, Supe, Sope (vers 1222) ; Suype (1223) ; Suppeia (vers 1240) ; Suppa, Supa (1256-1270) ; Suyppe (1315) ; Souyppe (1328) ; Suippes (1462) ; Suippe-la-Longue (1470).

Du nom d’une rivière (Sopia, en 1100), du bas latin d'origine germanique suppa « chose détrempée , sol détrempé ».

## Histoire

Suippes au tout début su XXe siècle
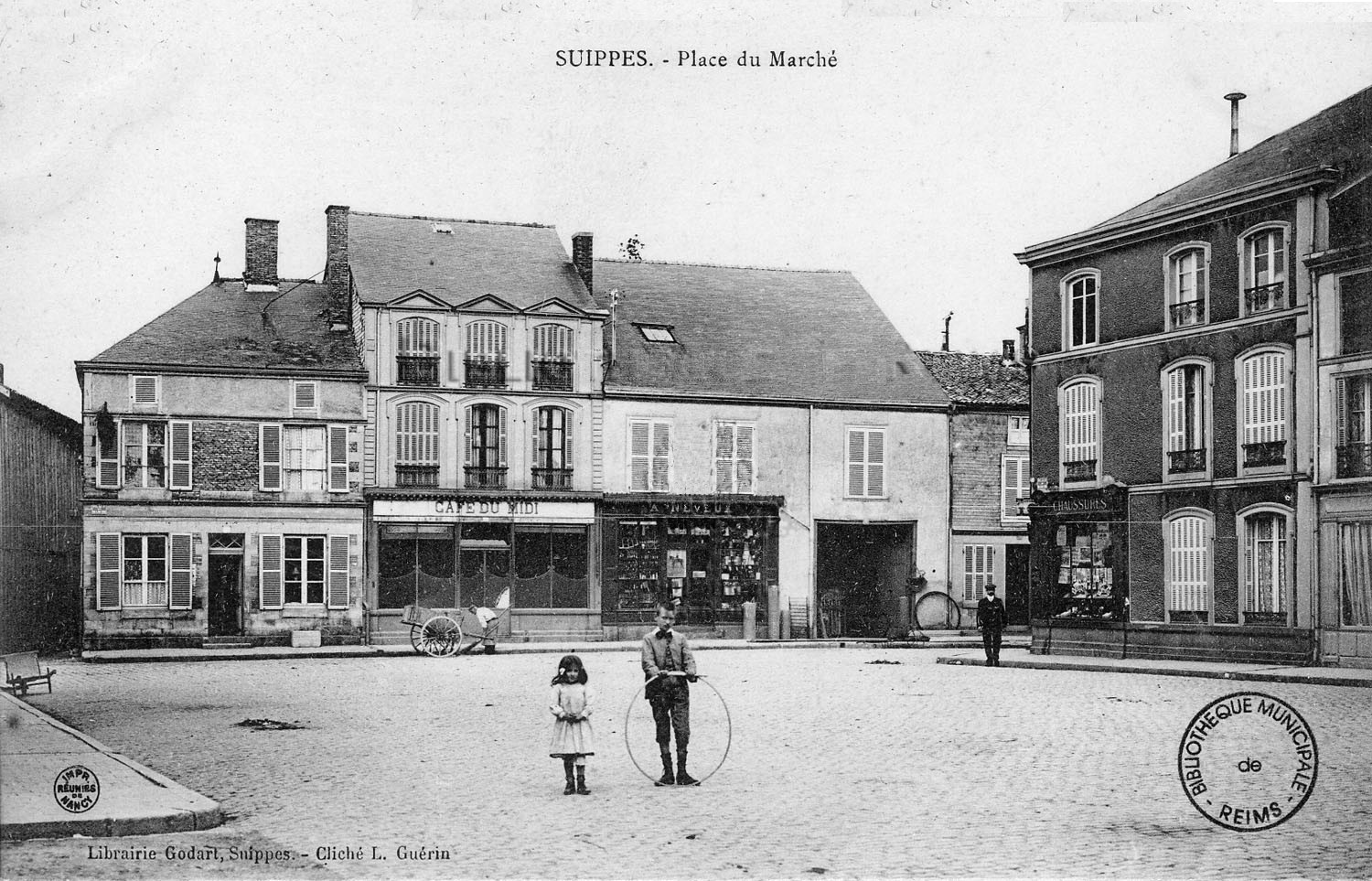
Place du marché.
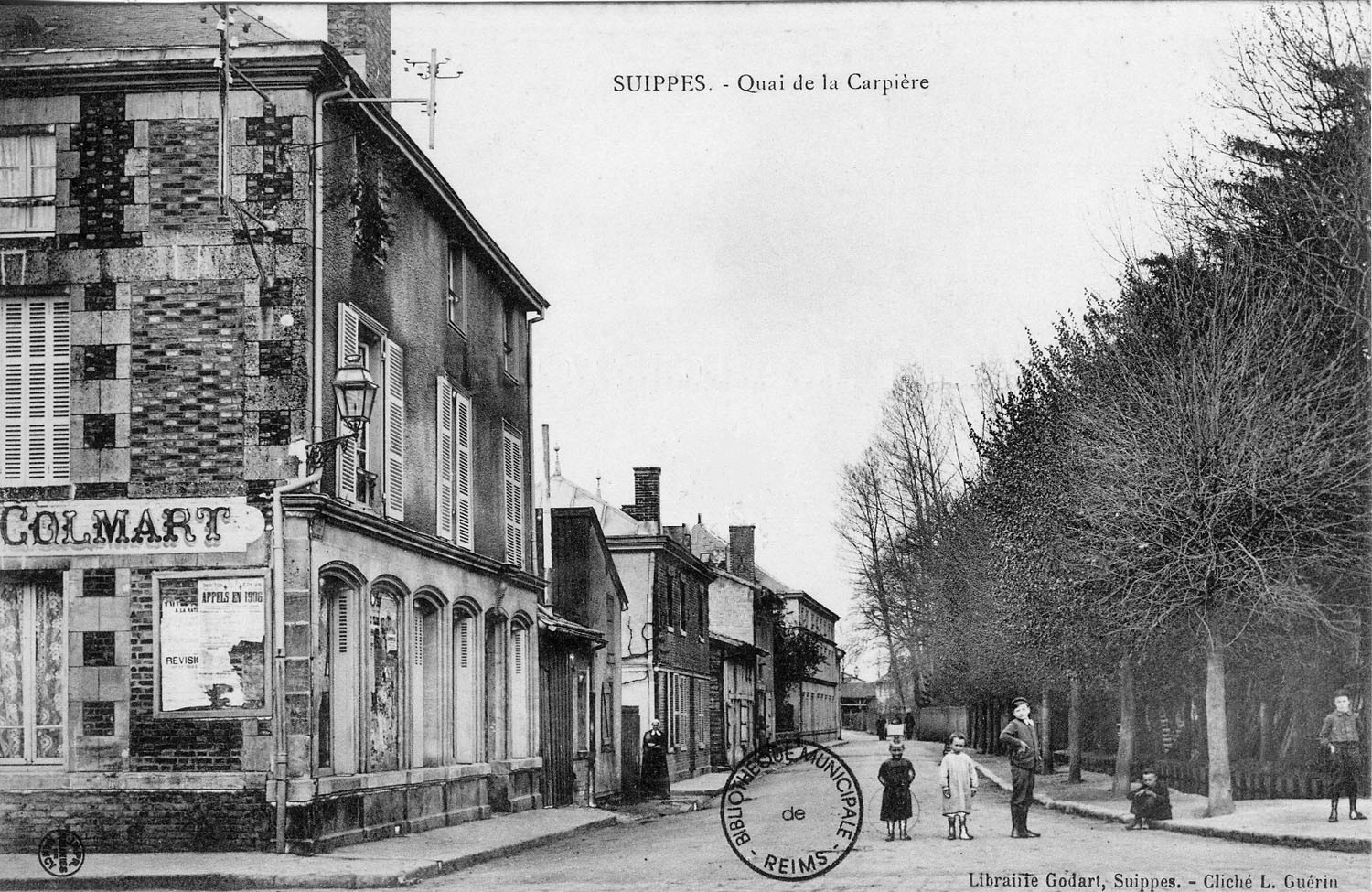
Quai de la Carpière.
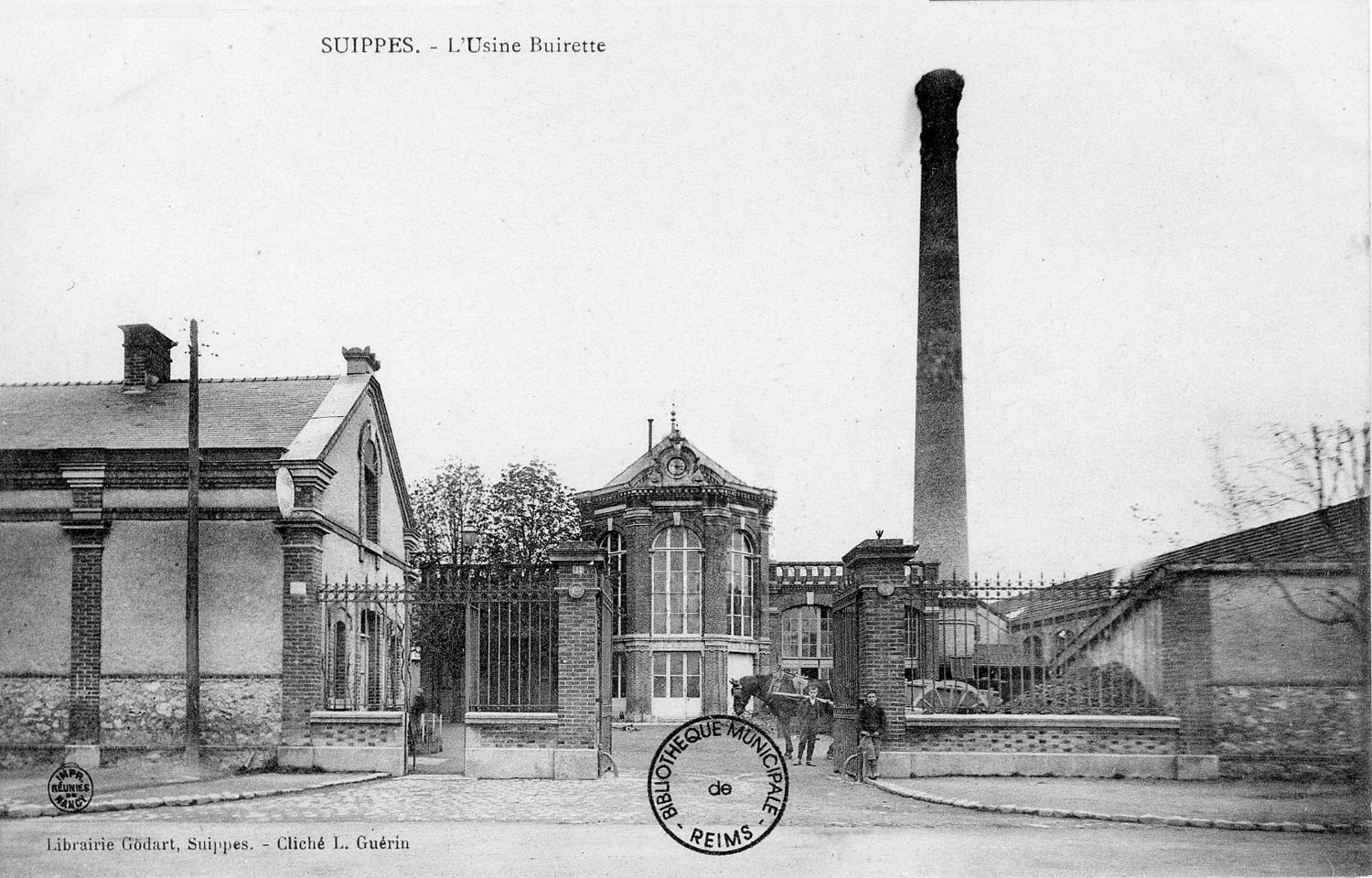
L'usine Buirette.
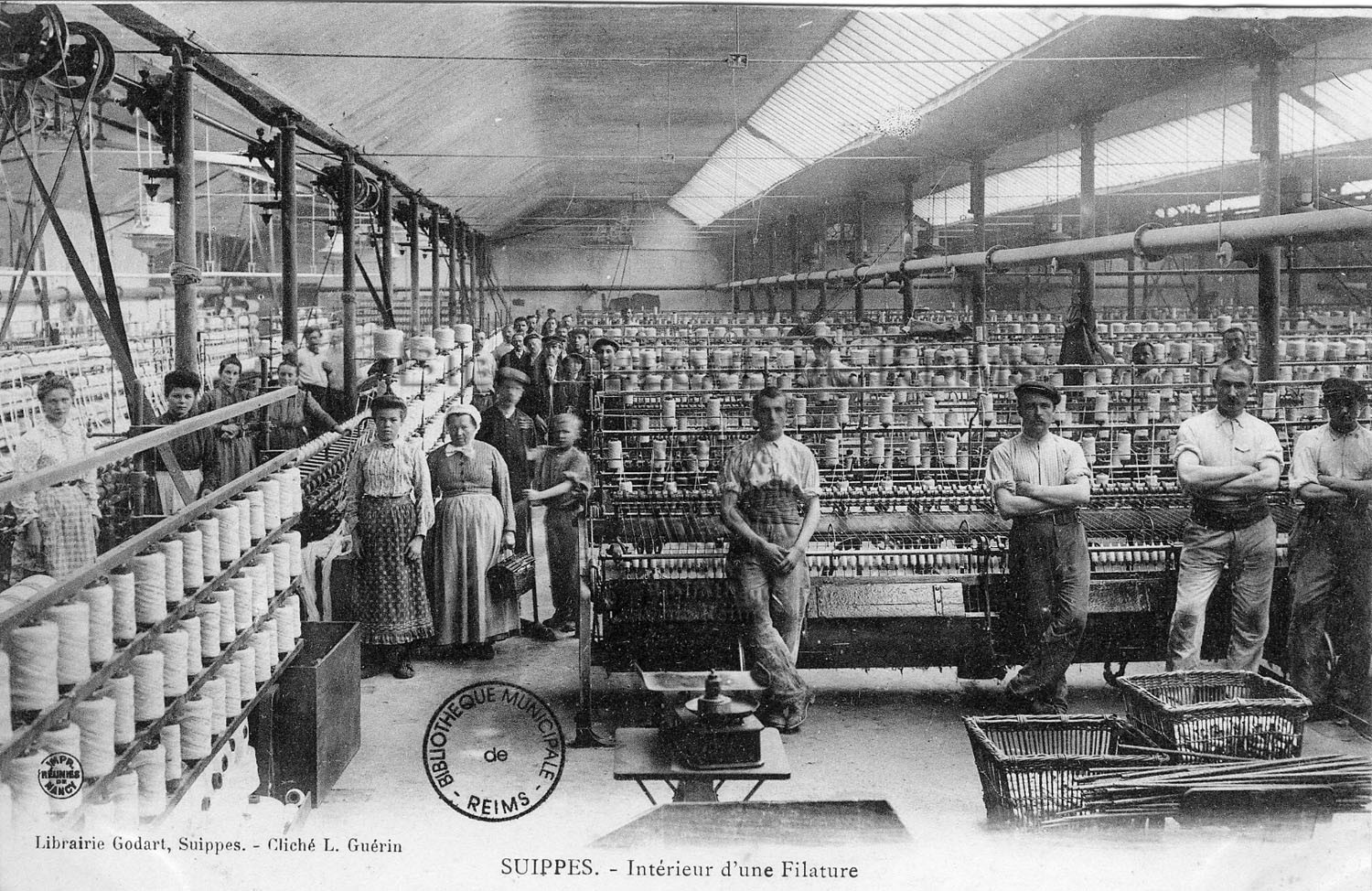
Intérieur d'une filature.
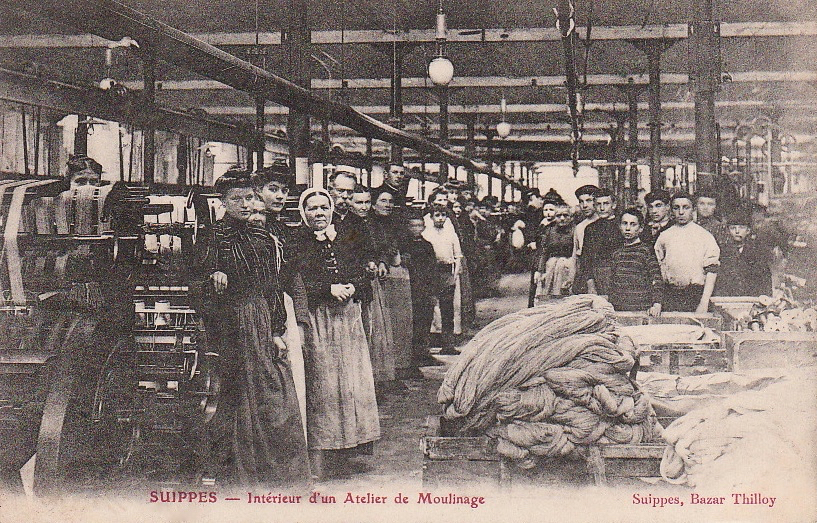
Intérieur d'un atelier de moulinage.
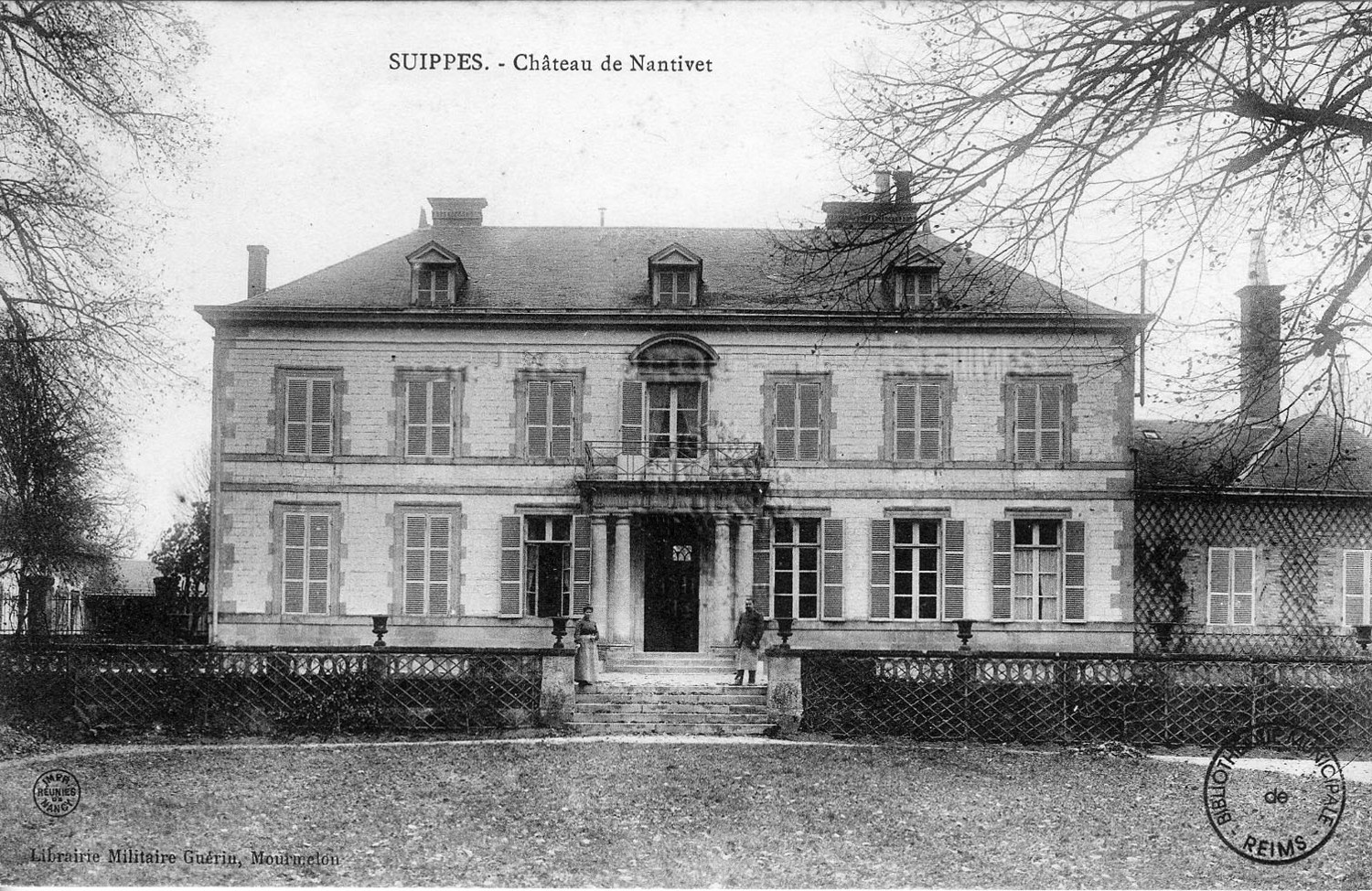
Château de Nantiver.

### Première Guerre mondiale
Le bourg est considéré comme détruit à la fin de la guerre et a  été décoré de la Croix de guerre 1914-1918, le 20 septembre 1920.

Suippes pendant la Première Guerre mondiale
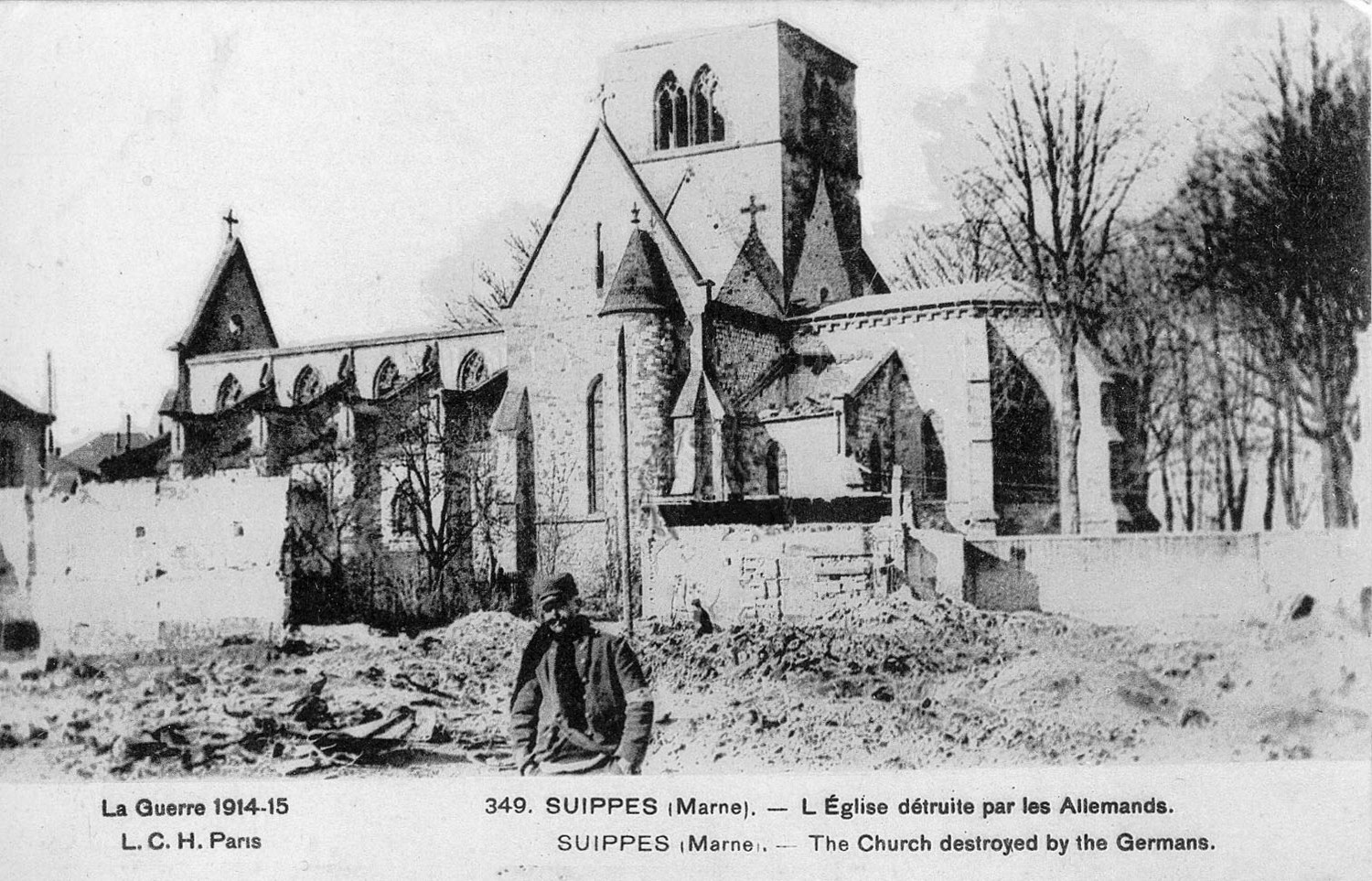
L'église endommagée (vers 1915)
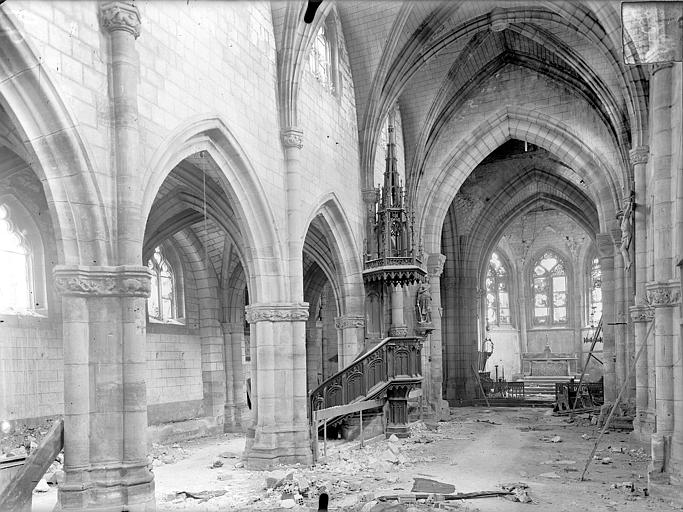
La nef de l'église (1914)
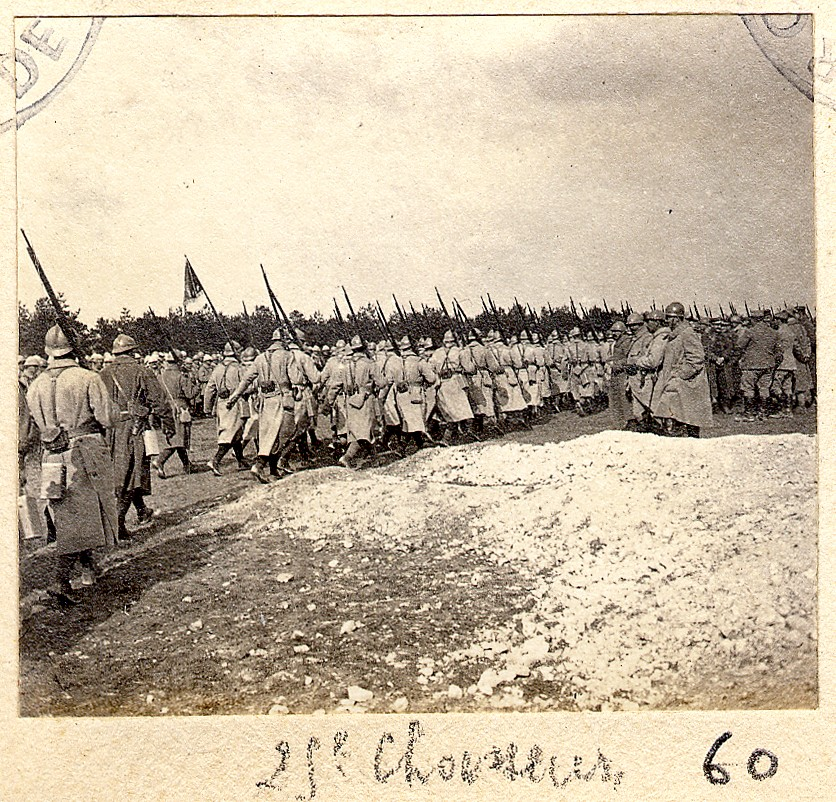
Le 25e Chasseurs (1916)
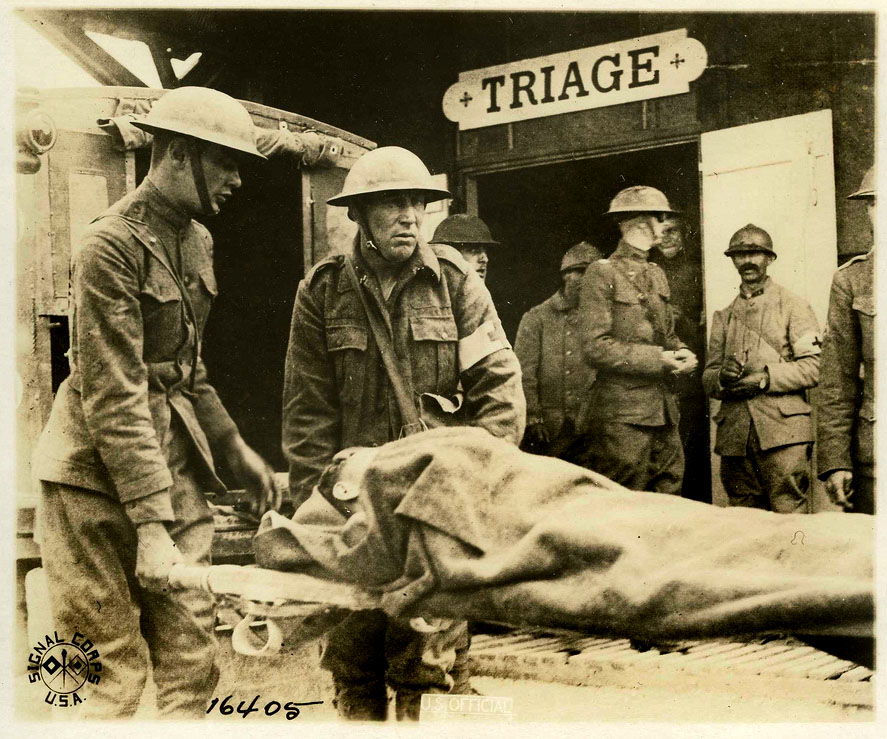
Triage des blessés  arrivant à l’hôpital militaire de campagne de Suippes

### Seconde Guerre mondiale
La commune est également décorée de la Croix de guerre 1939-1945 le 11 novembre 1948.

### Après-guerre
Le 31 juillet 1950, la France réalise avec succès le premier lancement de sa fusée Véronique, depuis la base militaire de Suippes. L'engin ne monte qu'à 3 mètres de haut, et reste accrochée à son pas-de-tir, le vol se concluant par un échec. 5 autres tentatives de lancement furent menées depuis la commune de Suippes, avant que les décollage ne soient transférés à Vernon, Hammaguir et Kourou. L'expérience accumulée lors des essais de la fusée Véronique servira dans les années 1960 à développer le lanceur orbital Diamant, faisant de la France la troisième puissance spatiale de l'histoire.
Entre 1980 et 1987, les alentours de la ville ont été le lieu de la disparition de huit jeunes hommes.
Le 17 novembre 2022, le village est touché par une tornade qui provoque des dégâts sur une cinquantaine de bâtiments dont la caserne des pompiers, des arbres arrachés, etc. le long d'un couloir de 50 à 100 mètres de largeur, sans faire de blessés,.

## Politique et administration

### Rattachements administratifs et électoraux
La commune se trouve dans l'arrondissement de Châlons-en-Champagne du département de la Marne. Pour l'élection des députés, elle fait partie depuis 2010 de la quatrième circonscription de la Marne.
Elle était depuis 1793 le chef-lieu du canton de Suippes. Dans le cadre du redécoupage cantonal de 2014 en France, Suippes est désormais intégré au canton d'Argonne Suippe et Vesle.

### Intercommunalité
La commune, antérieurement membre de la communauté de communes de la Région de Suippes, est membre depuis le 1er janvier 2014 de la communauté de communes de Suippe et Vesle.
En effet, conformément aux prévisions du schéma départemental de coopération intercommunale (SDCI) de la Marne du 15 décembre 2011,, les communautés de communes CC de la région de Suippes et CC des sources de la Vesle ont fusionné le 1er janvier 2014 afin de former la nouvelle communauté de communes de Suippe et Vesle.

### Tendances politiques et résultats
Lors du premier tour des élections municipales de 2014 dans la Marne, la liste DVD menée par Jean Raymond Egon obtient la majorité absolue des suffrages exprimés, avec 621 voix (50,85 %, 21 conseillers municipaux élus dont 11 communautaires), devançant de 21 voix celle, également DVD, du maire sortant  Jean Huguin (600 voix, 49,14 %, 6 conseillers municipaux élus dont 3 communautaires).
Lors de ce scrutin, 38,63 % des électeurs se sont abstenus.
Lors des élections municipales de 2020 dans la Marne, le maire sortant Jean-Raymond Egon ne se représente pas. Trois listes se présentent pour lui succéder : la liste divers droite du conseiller municipal François Collart, la liste divers droite de la conseillère départementale d'Argonne Suippe et Vesle Valérie Morand (soutenue par la maire sortant) et la liste Rassemblement national de Baptiste Philippo, secrétaire départemental du RN,.
Lors du second tour de ces élections, les trois listes sont toujours en lice et celle DVD menée par François Collart obtient la majorité absolue des suffrages exprimés, avec 482 voix (56,37 %, 22 conseillers municipaux élus dont 14 communautaires), devançant très largement celles menées par : 

- Valérie Morand (DVD, 204 voix, 23,85 %, 3 conseillers municipaux élus dont 2 communautaires) ;

- Baptiste Philippo (RN, 169 voix, 19,76 %, 2 conseillers municipaux élus dont 1 communautaire).

Lors de ce scrutin marqué par la pandémie de Covid-19 en France, 53,54 % des électeurs se sont abstenus.

### Liste des maires
| Période                                  | Période                    | Identité                     | Étiquette | Qualité |
| ---------------------------------------- | -------------------------- | ---------------------------- | --------- | --- |
| Les données manquantes sont à compléter. |                            |                              |           | |
| 1800                                     | 1807                       | Jean-Baptiste Aubert         |           | Propriétaire et marchand                                                                                             |
| 1807                                     | 1816                       | Nicolas Boullaire            | Bon.      | Propriétaire et marchand                                                                                             |
| 1816                                     | 1827                       | Jacques Jullion-Senart       |           | |
| 1827                                     | 1831                       | Jacques Senart-Dupuy         |           | |
| 1831                                     | 1843                       | Etienne Pierre Morand        |           | |
| 1843                                     | 1871                       | Joseph Louis Henri Crussaire |           | Notaire Chevalier de la Légion d'honneur                                                                             |
| 1871                                     | 1877                       | Jules Varennes-Thiery        |           | Décédé en fonctions                                                                                                  |
| 1878                                     | 1884                       | Victor Edmond Crussaire      | Rep.      | Notaire, fils de Joseph Louis Henri Crussaire Conseiller général de Suippes (1878 → 1886)                            |
| 1884                                     | 1889                       | Felix Ovide Senart           |           | |
| 1889                                     | 1900                       | Jules Édouard Jacquinet      |           | |
| 1900                                     | 1902                       | Eugène Buirette-Gaulard      | Rep.      | Fondateur de la filature de Suippes-Buirette-Gaulard Conseiller général de Suippes (1892 → 1893) Décédé en fonctions |
| 1903                                     | 1919                       | Léon Buirette                | Rad.      | Fils du précédent Conseiller général de Suippes (1911 → 1919)                                                        |
| 1919                                     | 1940                       | Paul Buirette                | Rad.      | Industriel, frère du précédent Conseiller général de Suippes (1919 → 1940) Nommé conseiller départemental en 1943    |
|                                          |                            | Robert Trézain               |           | Ingénieur Conseiller général de Suippes (1945 → 1959)                                                                |
| Les données manquantes sont à compléter. |                            |                              |           | |
| mars 1959                                | mars 1971                  | Pierre Tintier               |           | Agriculteur Conseiller général de Suippes (1959 → 1973)                                                              |
| mars 1971                                | mars 1977                  | Arthur Loche                 |           | |
| mars 1977                                | mars 1983                  | Maurice Morand               |           | |
| mars 1983                                | mars 2001                  | Jean Huguin                  | DVD       | Président de la CC Région de Suippes (1995 → 2001)                                                                   |
| mars 2001                                | mars 2008                  | André Mauclert               | DVD       | Président de la CC Région de Suippes (2001 → 2008)                                                                   |
| mars 2008                                | 2014                       | Jean Huguin                  | DVD       | Capitaine de sapeurs-pompiers                                                                                        |
| 2014                                     | mars 2020,                 | Jean-Raymond Égon            | DVD       | Retraité de la fonction publique Vice-président de la CC de la Région de Suippes (2014 → 2020)                       |
| juillet 2020                             | En cours (au 23 juin 2021) | François Collart             | DVD       | Agriculteur Vice-président de la CC de la Région de Suippes (2020 → )                                                |

## Population et société

### Démographie
L'évolution du nombre d'habitants est connue à travers les recensements de la population effectués dans la commune depuis 1793. Pour les communes de moins de 10 000 habitants, une enquête de recensement portant sur toute la population est réalisée tous les cinq ans, les populations de référence des années intermédiaires étant quant à elles estimées par interpolation ou extrapolation. Pour la commune, le premier recensement exhaustif entrant dans le cadre du nouveau dispositif a été réalisé en 2006.

En 2022, la commune comptait 3 898 habitants, en évolution de −0,84 % par rapport à 2016 (Marne : −1,19 %, France hors Mayotte : +2,11 %).
| 1793  | 1800  | 1806  | 1821  | 1831  | 1836  | 1841  | 1846  | 1851  |
| ----- | ----- | ----- | ----- | ----- | ----- | ----- | ----- | ----- |
| 1 910 | 2 165 | 2 094 | 2 059 | 2 324 | 2 312 | 2 358 | 2 451 | 2 474 |

| 1856  | 1861  | 1866  | 1872  | 1876  | 1881  | 1886  | 1891  | 1896  |
| ----- | ----- | ----- | ----- | ----- | ----- | ----- | ----- | ----- |
| 2 245 | 2 204 | 2 200 | 2 159 | 2 286 | 2 507 | 2 717 | 2 734 | 2 943 |

| 1901  | 1906  | 1911  | 1921  | 1926  | 1931  | 1936  | 1946  | 1954  |
| ----- | ----- | ----- | ----- | ----- | ----- | ----- | ----- | ----- |
| 2 751 | 2 663 | 2 776 | 2 366 | 2 480 | 4 196 | 4 967 | 2 820 | 3 278 |

| 1962  | 1968  | 1975  | 1982  | 1990  | 1999  | 2006  | 2011  | 2016  |
| ----- | ----- | ----- | ----- | ----- | ----- | ----- | ----- | ----- |
| 2 738 | 3 270 | 3 305 | 3 069 | 3 106 | 3 497 | 3 681 | 4 027 | 3 931 |

| 2021  | 2022  | - | - | - | - | - | - | - |
| ----- | ----- | - | - | - | - | - | - | - |
| 3 890 | 3 898 | - | - | - | - | - | - | - |

### Principaux équipements
- Médiathèque intercommunale
- Cinéma, salles d'exposition
- Complexe sportif Jules-Colmart
- Salle des fêtes Geneviève-Dévignes
- Piscine intercommunale
- centre culturel et associatif jean Huguin (4 500 m2)[46]
- Maison Pour Tous/MJC
- Salle des jeunes

## Économie

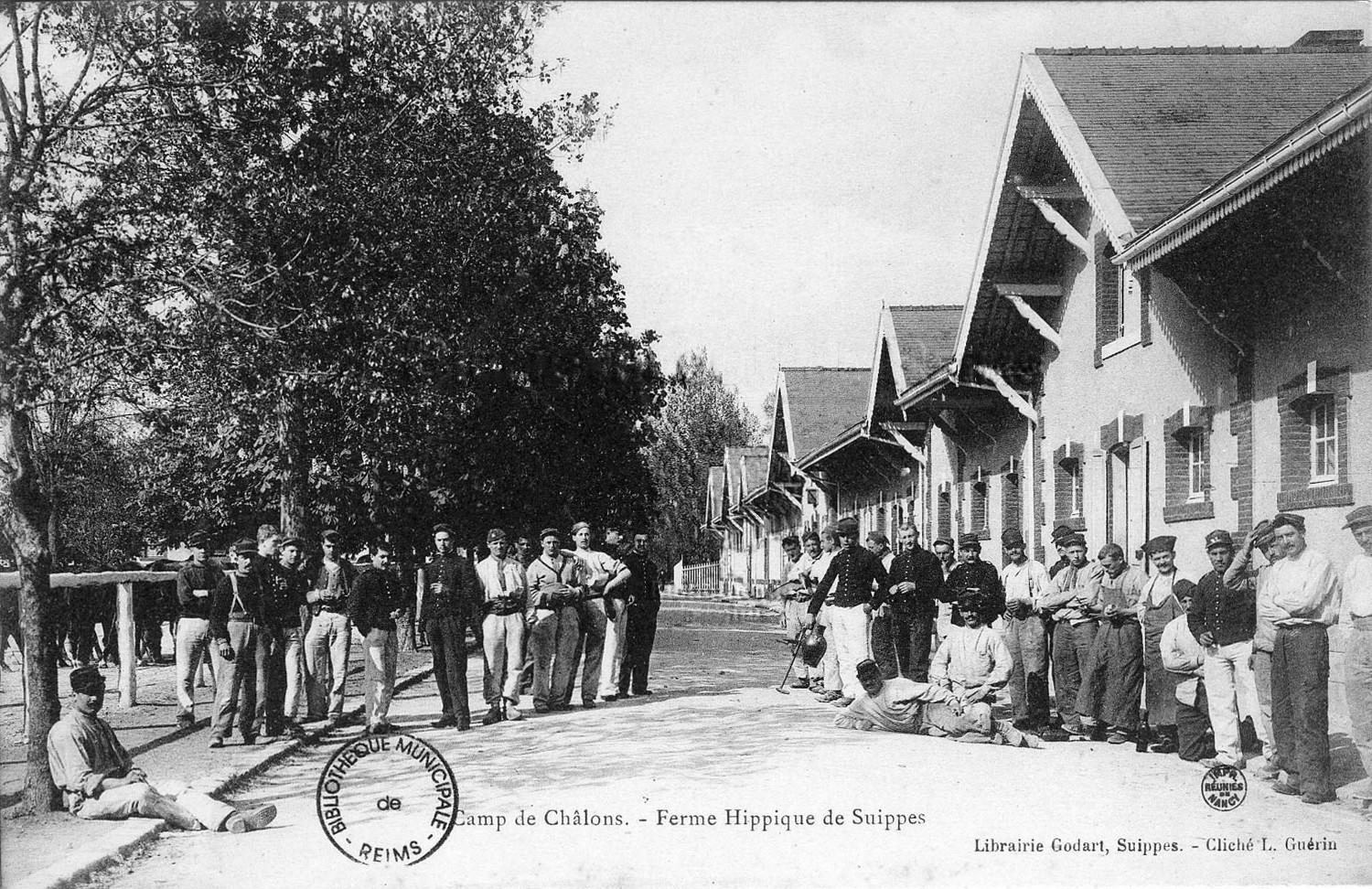
La ferme hippique de Suippes du camp de châlons.

### Camp militaire de Suippes
Suippes est une commune principalement connue pour son camp militaire géré par la 2e Compagnie (ex 39e GTC - 72e RA) du centre d'entraînement des brigades de Mourmelon-Suippes et abritant :
- le 40e régiment d'artillerie ;
- le 132e régiment d'infanterie cynotechniques (132e RIC, chiens entraînés à différentes missions : recherche et neutralisation d'adversaires, d'explosifs, de stupéfiants), qui est aussi à proximité de la commune.

### Industrie
- usine Le Bronze-Alloys, alliages cuivreux, 300 p. à Suippes (2014)[47] (ex-CLAL).

### Autres activités
- Maison de retraite

## Culture locale et patrimoine

### Lieux et monuments
- Église Saint-Martin : L'église de Suippes, dédiée à saint Martin, a fait l’objet d’un classement au titre des monuments historiques en 1920[48] : 
  - Architecture : 
L’église Saint-Martin est de style gothique flamboyant. Elle possède une nef à cinq travées et un clocher surmontant la croisée du transept. La sobre façade s'ouvre sur trois portails.
La partie la plus ancienne, les deux piles de la jonction nef et croisée du transept datent du milieu du XVe siècle.
Entre 1859 et 1896, la façade, la tour sur la croisée du transept, tout le transept, les deux chapelles et l’abside ont été reconstruites grâce au soutien de l’empereur Napoléon III.
La nef qui s'apparente à l’église Saint-Loup de Châlons-en-Champagne possède des piliers en pierre de Savonnières (Haute-Marne). Les voûtes de la nef principale ont été reconstruites plusieurs fois notamment après les deux guerres mondiales.
Les chapiteaux sont remarquables, on y voit des personnages, des animaux, des monstres au milieu de feuillages.
L’église possède un christ aux liens classé monument historique. Un bas-relief représentant Martin de Tours, patron de Suippes, a été réalisé par André Buiron en 1994.
  - Grandes orgues 
Depuis 1621, l'église de Suippes possédait un orgue qui fut restauré en 1821 par Jean-Baptiste Salmon. Cet orgue à un seul clavier fut remplacé par un instrument construit par Alexandre et Henri Jacquet de Bar-le-Duc. Endommagé pendant la Grande Guerre, il fut restauré par Henri Jacquot qui le dota de 19 jeux. L'instrument fut démonté pendant la Seconde Guerre mondiale mais fut laissé à l'abandon ensuite. En 1966, la municipalité décida la reconstruction de l'orgue. Après deux constructions d'orgues de taille réduite, on décida en 1989 la construction d'un nouvel orgue de style de l'Allemagne centrale du XVIIIe siècle qui fut l’œuvre de Rémy Malher.
Cet instrument a été construit après celui de Saint-Étienne-de-Baïgorry, dans une continuité de style, mais sur un modèle un peu plus grand. Il a été exposé au Salon de la musique de Paris du 30 mars au 3 avril 2001 et installé à Suippes le 8 novembre 2001. Il a été inauguré les 17, 18 et 19 octobre 2003[49].

L'église Saint-Martin
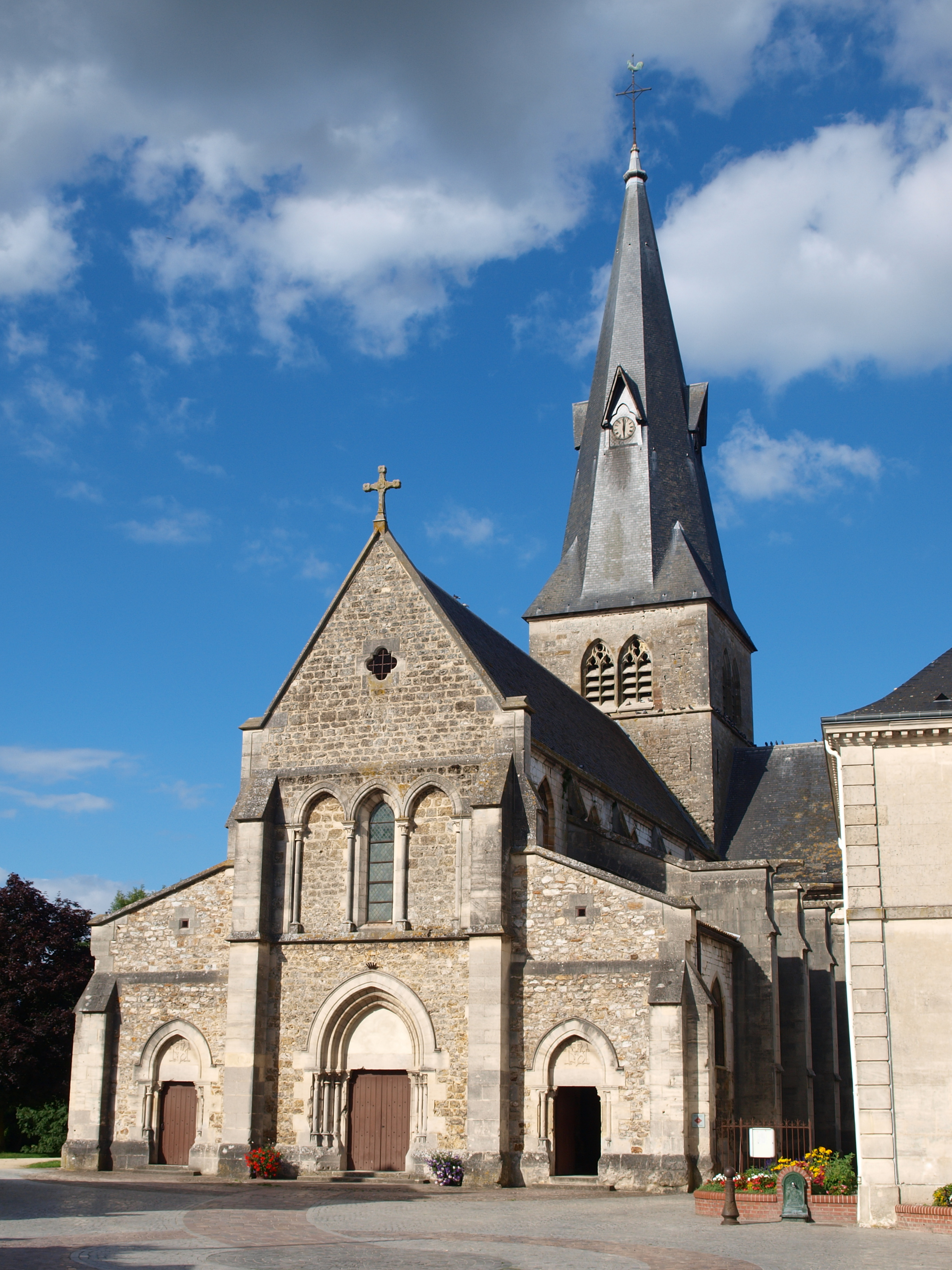
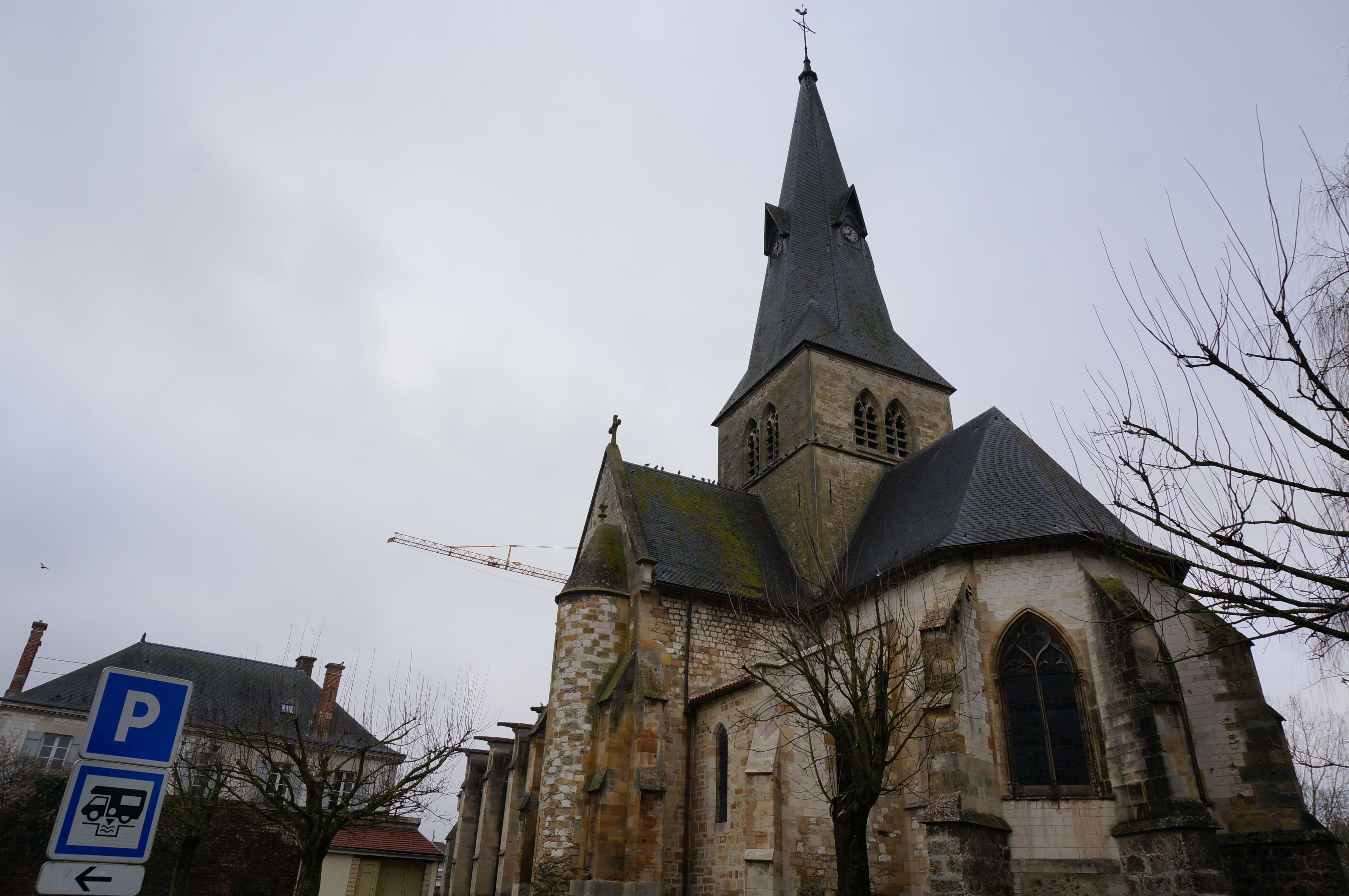
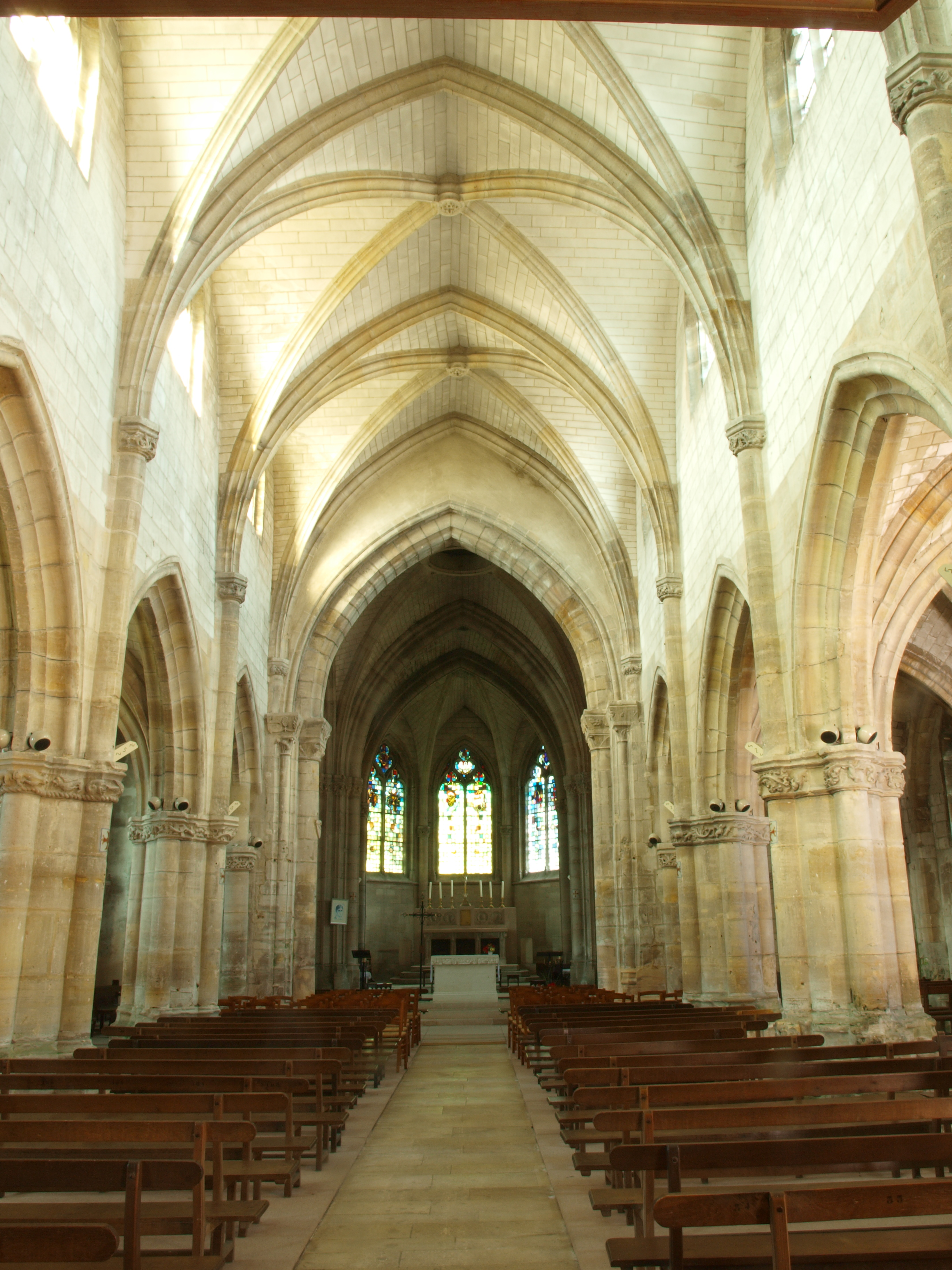
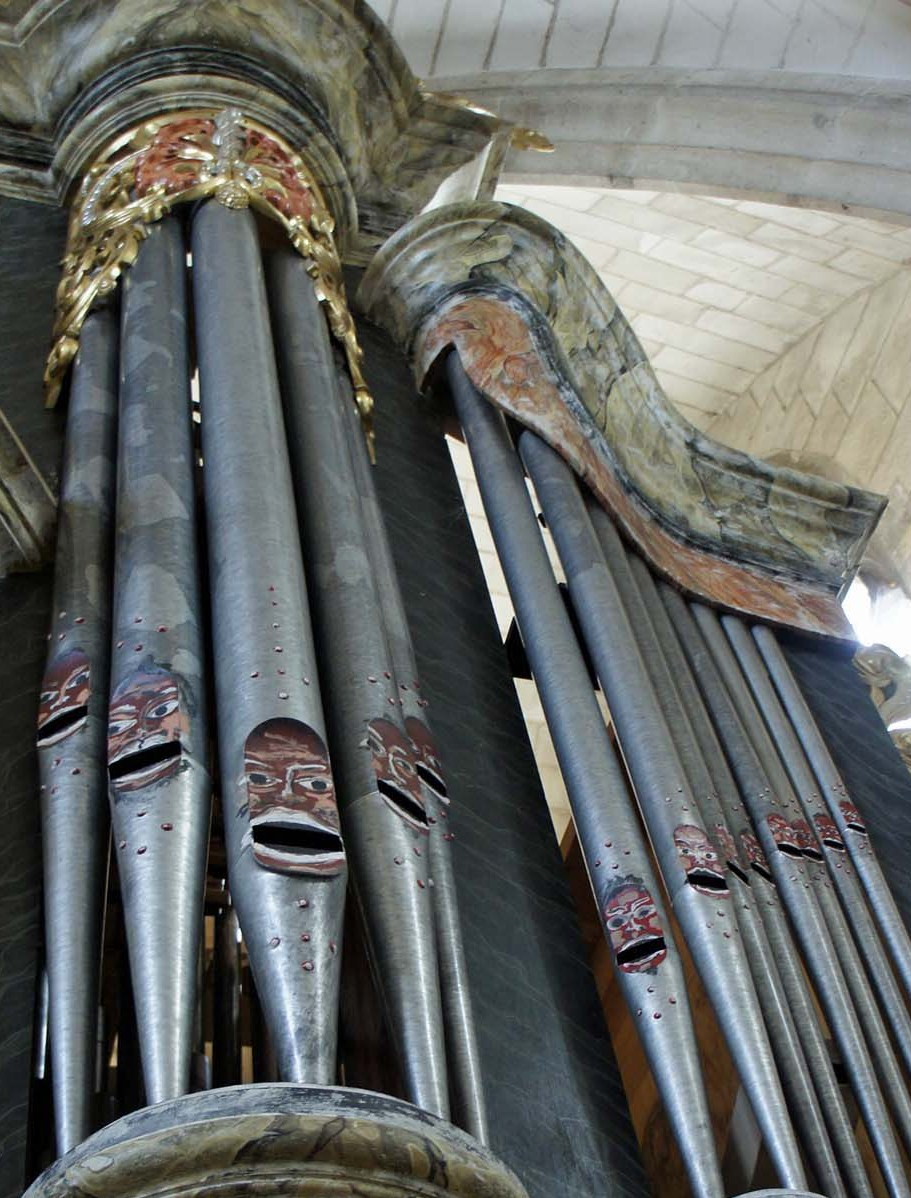
Détail de l'orgue de l'église de Suippes.

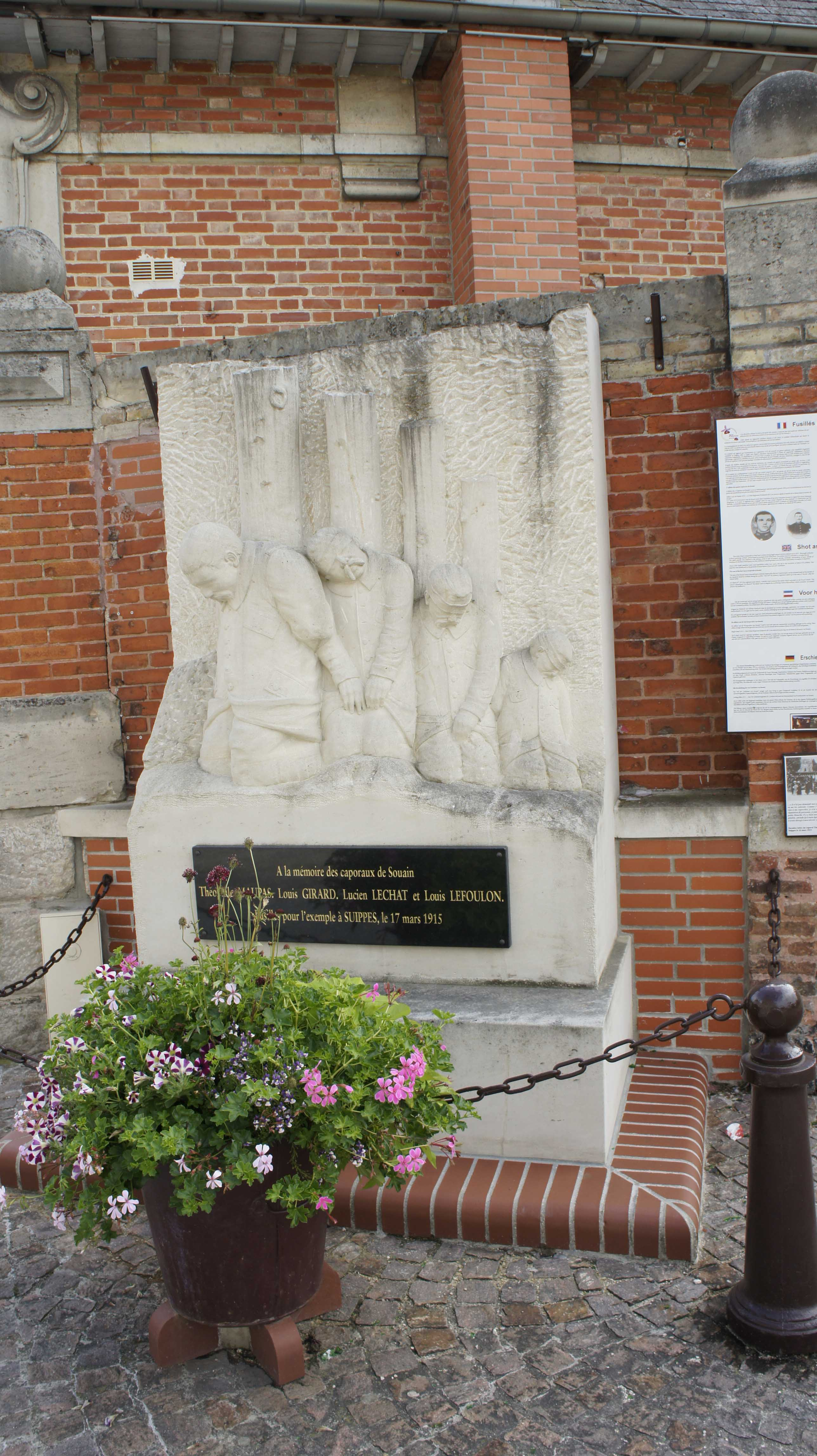
Vue du monument Morts pour l'exemple Suippes de 2007.

- Monument à la mémoire des caporaux de Souain : 
Le 1er décembre 2007 a été inauguré à Suippes, un monument à la mémoire des caporaux de Souain : Théophile Maupas, Louis Lefoulon, Louis Girard et Lucien Lechat, soldats fusillés pour l'exemple le 17 mars 1915. La réalisation du monument a été confiée au sculpteur Denis Mellinger dit Melden. Il s'est inspiré d'un dessin de Jacqueline Laisné.
- Nécropole nationale de Suippes-Ville : 
Le cimetière a été créé en 1915. Il regroupe 4 853 corps qui proviennent de Suippes et de Perthes-lès-Hurlus.

- Nécropole nationale de la Ferme de Suippes :
Cimetière militaire français créé en 1932. Il regroupe 7 425 corps de Français, Belges et Russes.

- Monument aux cinq communes de la Marne disparues :
Le Monument aux cinq communes de la Marne disparues est l’œuvre du sculpteur Paul Moreau-Vauthier. Il a été érigé à l'initiative du Touring club de France.
- Autres monuments commémoratifs :
  - Monument américain du Blanc Mont, situé à 5 km au nord-ouest de Sommepy. Entouré de vestiges de la guerre de 14-18 (tranchées, abris et emplacement de mitrailleuses), c'est une tour de pierre de calcaire jaune doré. Une plate-forme au sommet offre une large vue sur les champs de bataille. Le monument, dont le site a été libéré par les troupes américaines, commémore les exploits des 70 000 Américains qui ont combattu dans cette région en 1918.

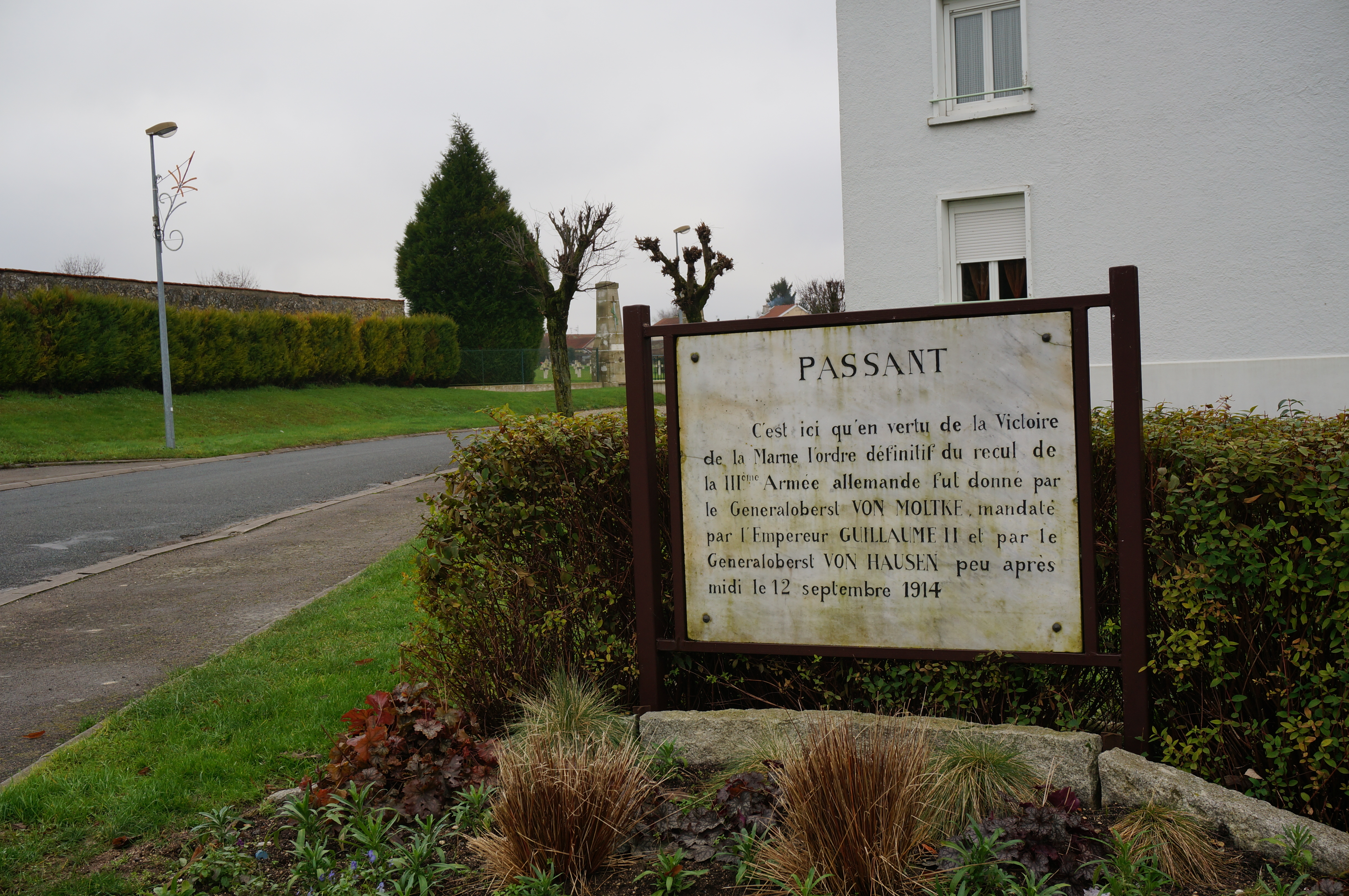
Monument commémorant le recul de la allemande en 1918.

- - Aux Morts des Armées de Champagne ou Monument de la Ferme de Navarin, situé sur la RD 977 entre Souain-Perthes-lès-Hurlus et Sommepy Tahure. Le monument composé d'une imposante pyramide surmontée d'un groupe de trois statues en bronze est l'œuvre du sculpteur Maxime Real del Sarte qui représente à la demande du général Gouraud, trois soldats au combat engagés dans l'attaque qui devait chasser l'ennemi hors de France. À l'intérieur, chapelle tapissée de plus de 1 000 plaques commémoratives apposées par les familles des soldats disparus. Dans la crypte, reposent dans des cuves funéraires les restes de 10 000 soldats la plupart anonymes, tués au cours des combats de Champagne. C'est là que, selon leurs dernières volontés, le général Gouraud, décédé en 1946 et son chef d'état-major, le général Prételat, ont été inhumés au milieu des soldats qu'ils avaient commandés.

#### Musée Marne 14-18

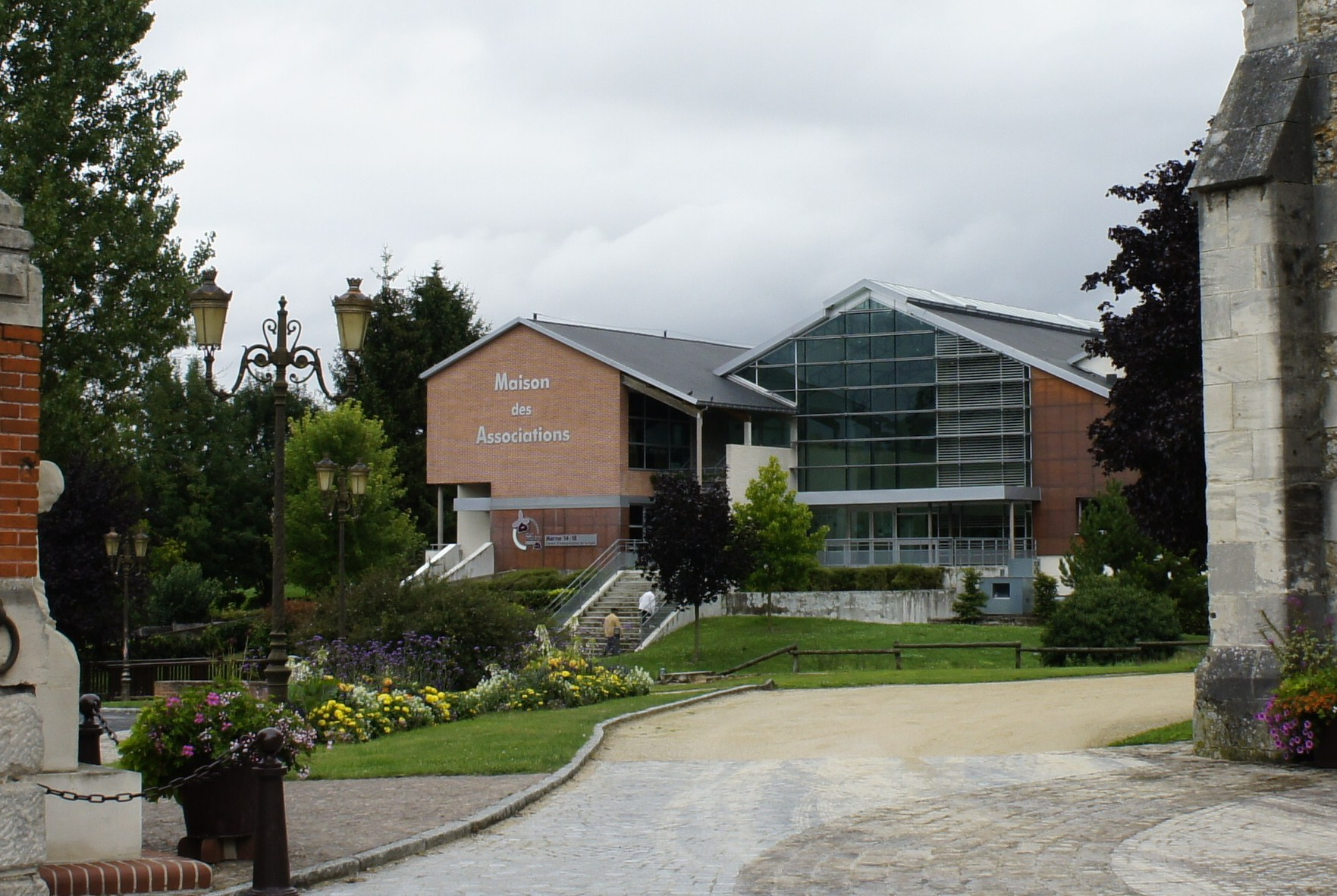
Le musée et la maison des associations.

Situé sur l'ancien front de Champagne, le Centre d'interprétation Marne 14-18 se trouve placé entre les sites de Verdun et du Chemin des Dames. Il présente plusieurs aspects de la Première Guerre mondiale. Une riche collection iconographique et de nombreux témoignages de soldats et de civils permet de comprendre l'intensité et l'horreur du conflit. Chacune des salles aborde un thème différent, la marche vers la guerre, les grandes offensives, l’organisation des services de santé, la vie à l’arrière et la reconstruction ce qui permet d’appréhender le conflit dans sa globalité. Un intérêt particulier est porté à l’impact de la guerre sur la région de Suippes.

### Personnalités liées à la commune
- Étienne Lesage (1815-1868)[pourquoi ?], créateur en 1866 à Reims du premier commerce d'alimentation à succursales multiples (les établissements économiques)[réf. nécessaire].
- Henri Grandpierre (1856-1906), architecte, né à Suippes[51].
- Anna Humblot, née Buirette (1874- ?), peintre, aquafortiste et décoratrice, née à Suippes.
- Geneviève Dévignes (1890-1983), poétesse, peintre, écrivain et historienne. Le livre de Suippes en 1924, ouvrage primé par l'Académie française[52].

### Héraldique
| Blason de Suippes | Blason  | D'or au pal soudé d'argent chargé d'une bertauge (charrue) de sable, accosté de deux fuseaux soudés aussi d'argent, à la champagne aussi d'or bordée en chef aussi d'argent, chargée de trois maillets de gueules rangés en fasce. |
| Blason de Suippes | Détails | Le statut officiel du blason reste à déterminer. |

La devise de la ville est « Pax Lana et Aratro », c'est-à-dire " la paix, par la laine et par la charrue ". Cette devise fait référence aux deux activités économiques majeures des époques médiévales et modernes : l'agriculture et l'élevage des moutons, très importants en Champagne.